# Головмох волосконосний
Головмох волосконосний (Bryum capillare) — вид мохів порядку головмохальних (Bryales).

## Поширення
Ареал охоплює такі частини світу: Європа, Африка, Північна Америка, Південна Америка, Азія, Австралія, Нова Зеландія.
Населяє вологий затінений ґрунт, ґрунтові береги, гниючу деревину; від низьких до високих (0–2500 метрів).

## Характеристика

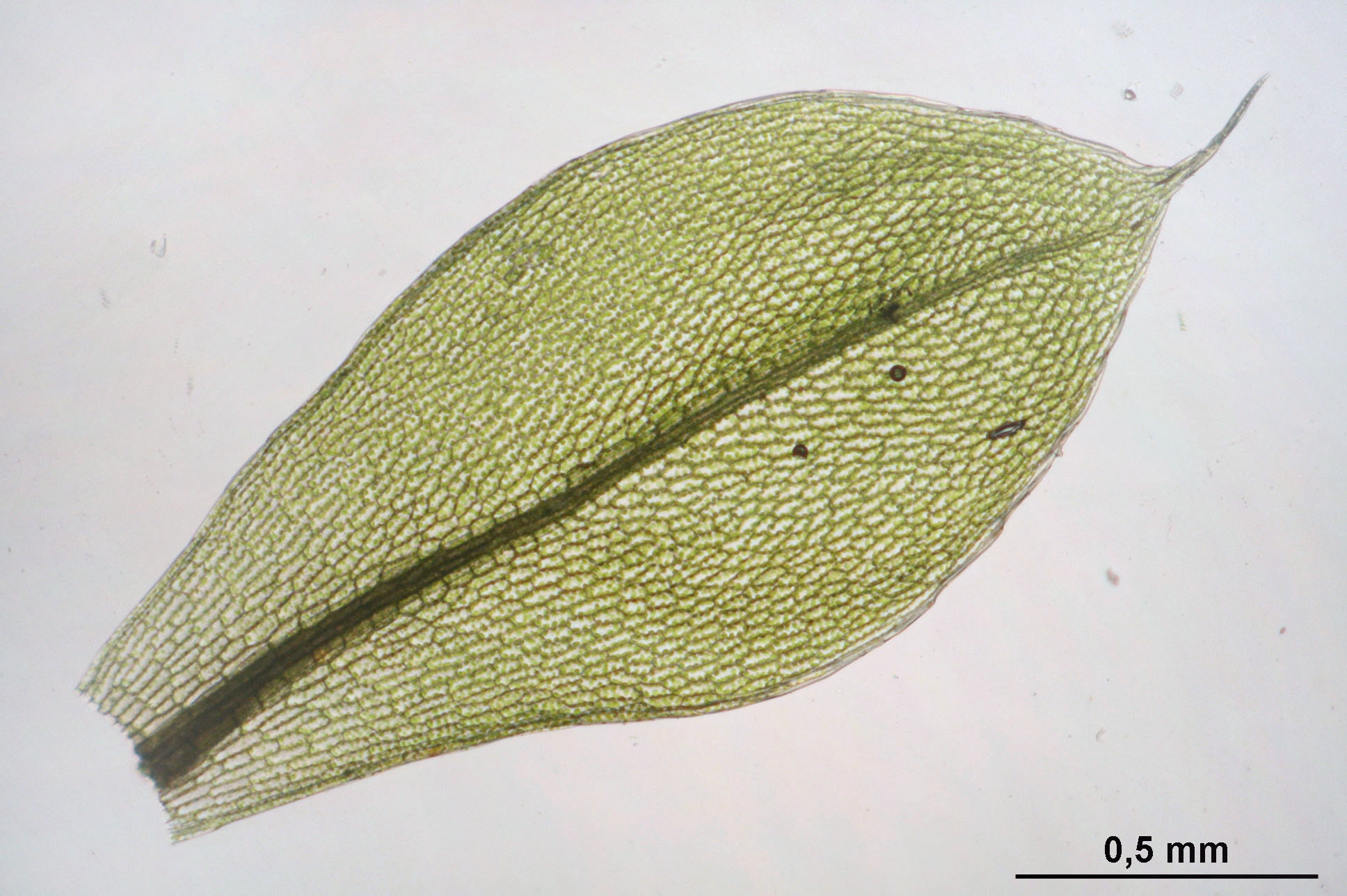

Рослини невеликі, яскраво-зелені. Стебла 0.5–1.5 см. Листки головної розетки та новоутворень подібні, рівномірно спірально закручені навколо стебла, у вологому стані прямовисні, розпростерті, обернено-яйцеподібні, слабо-увігнуті, 0.5–2.5 мм; краї вигнуті до середини листка, дистально чітко зубчасті; верхівка гостра. Спеціалізоване нестатеве розмноження ризоїдальними бульбами, червоно-коричневими, 200–300 мкм. Вид дводомний. Коробочка похила, червоно-бура, від циліндричної до подовжено-грушоподібної, 3–5 мм.